# نموذج DGP
نموذج (DGP) هو نموذج للجاذبية اقترحته "جيا دفالي"و غريغوري غابادازي، و ماسيمو بوراتي في عام 2000. هذا النموذج له شعبية بين بعض بناة النماذج ، الا انه قاوم ان يصير جزءا من نظرية الأوتار.
يفترض نموذج DGP وجود مساحة  4 + 1 مينكوفسكي الأبعاد ، والتي يتم تضمين مساحة 3+1 منكووسكي الأبعاد العادية. يفترض النموذج إجراء يتكون من مصطلحين: مصطلح واحد هو إجراء أينشتاين–هيلبرت المعتاد ، والذي يتضمن فقط أبعاد الزمكان 4-D. المصطلح الآخر هو ما يعادل عمل أينشتاين-هيلبرت ، كما يمتد إلى جميع الأبعاد الخمسة. يهيمن المصطلح 4-D على مسافات قصيرة ، ويهيمن المصطلح 5-D على مسافات طويلة.
تم اقتراح النموذج جزئيا من أجل إعادة إنتاج التسارع الكوني للطاقة المظلمة دون الحاجة إلى كثافة طاقة فراغ صغيرة ولكنها غير صفرية. لكن النقاد يجادلون بأن هذا الفرع من النظرية غير مستقر. ومع ذلك ، لا تزال النظرية مثيرة للاهتمام بسبب ادعاء دفالي بأن البنية غير العادية لمروج الجاذبية تجعل التأثيرات غير المضطربة مهمة في نظام خطي على ما يبدو ، مثل النظام الشمسي. لأنه لا يوجد رباعي الأبعاد، نظرية فعالة خطية تستنسخ نموذج DGP لجاذبية الحقل الضعيف،تتجنب النظرية انقطاع vDVZ الذي يصيب محاولات كتابة نظرية الجاذبية الهائلة.
في عام 2008 ، فانغ وآخرون. جادلو بأن الملاحظات الكونية الأخيرة (بما في ذلك قياسات التذبذبات الصوتية الباريون بواسطة مسح سلووان الرقمي للسماء، وقياسات إشعاع الخلفية الكونية الميكروي والمستعرات العظمى من النوع 1a) تتعارض بشكل مباشر مع علم الكونيات DGP ما لم يتم إضافة ثابت كوني أو شكل آخر من أشكال الطاقة المظلمة. ومع ذلك ، فإن هذا ينفي جاذبية علم الكونيات DGP ، الذي يتسارع دون الحاجة إلى إضافة الطاقة المظلمة.